# Orla Przełączka Wyżnia
Orla Przełączka Wyżnia (niem. Obere Adlerscharte, słow. Vyšná Orlia štrbina, węg. Felső-Sas-csorba) – położona na wysokości około 2166 m przełęcz w długiej wschodniej grani Świnicy w polskich Tatrach Wysokich. Znajduje się w zachodniej grani Orlej Baszty i oddziela od siebie Orle Turniczki: Wielką Orlą Turniczkę na zachodzie i Małą Orlą Turniczkę na wschodzie. Południowe stoki Orlich Turniczek opadają do Dolinki Buczynowej, północne do doliny Pańszczycy. Przełęcz jest drobna, ale stosunkowo szeroka.
Wierzchołki Orlich Turniczek oraz Orla Przełączka Wyżnia są niedostępne dla turystów. Z Granackiej Przełęczy szlak Orlej Perci prowadzi północnymi stokami Wielkiej i Małej Orlej Turniczki oraz Orlej Przełączki Wyżniej. Odcinek ten jest eksponowany i ubezpieczony łańcuchami, w jednym miejscu pionowy odcinek pokonuje się drabinką. Na drugą stronę grani Orla Perć przechodzi w sąsiedniej Orlej Przełączce Niżniej, oddzielającej Małą Orlą Turniczkę od szczytu Orlej Baszty.

## Szlaki turystyczne
– czerwony (Orla Perć) przebiegający granią główną z Zawratu przez Kozi Wierch, Granaty, poniżej Orlich Turniczek i Orlej Przełączki Wyżniej, dalej przez Buczynowe Turnie na Krzyżne.
- Czas przejścia z Zawratu na Krzyżne: 6:40 h
- Czas przejścia z Krzyżnego na Kozi Wierch (część Zawrat – Kozi Wierch jest jednokierunkowa!): 3:35 h.

## Przypisy

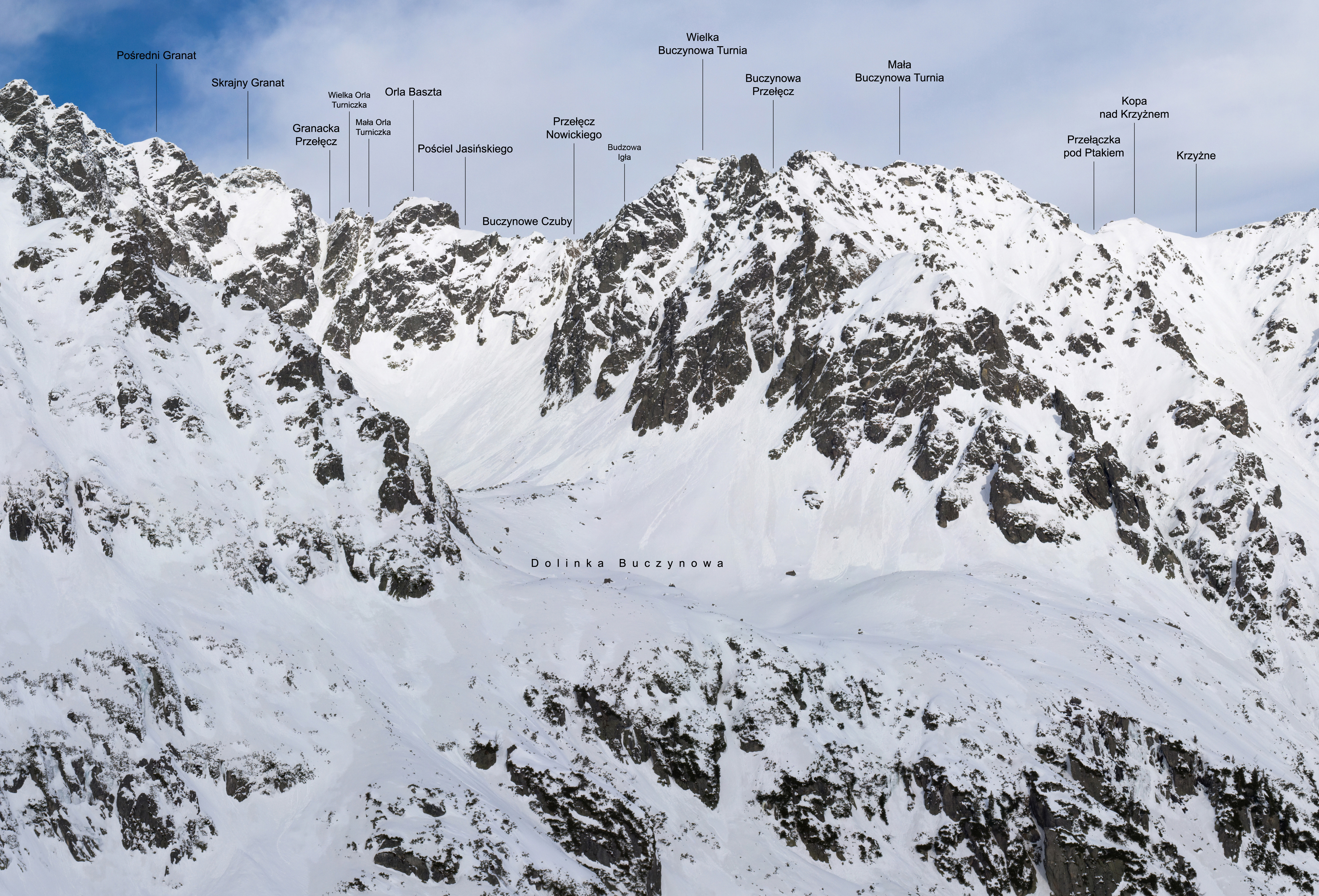
Orla Przełączka Wyżnia pomiędzy Wielką a Małą Orlą Turniczką w lewej części zdjęcia